# تشيما دا لاغ
تشيما دا لاغ (بالإنجليزية: Cima da Lägh)‏ هو أحد جبال سلسلة جبال الألب أوبيرهالبشتين ويقع في كانتون غراوبوندن في سويسرا. يحتل المرتبة رقم 180 في قائمة جبال سويسرا من حيث الارتفاع، إذ يبلغ ارتفاعه حوالي 3083 متر، بينما يبلغ ارتفاع نتوء الجبل 422 متر.